# Hundsele

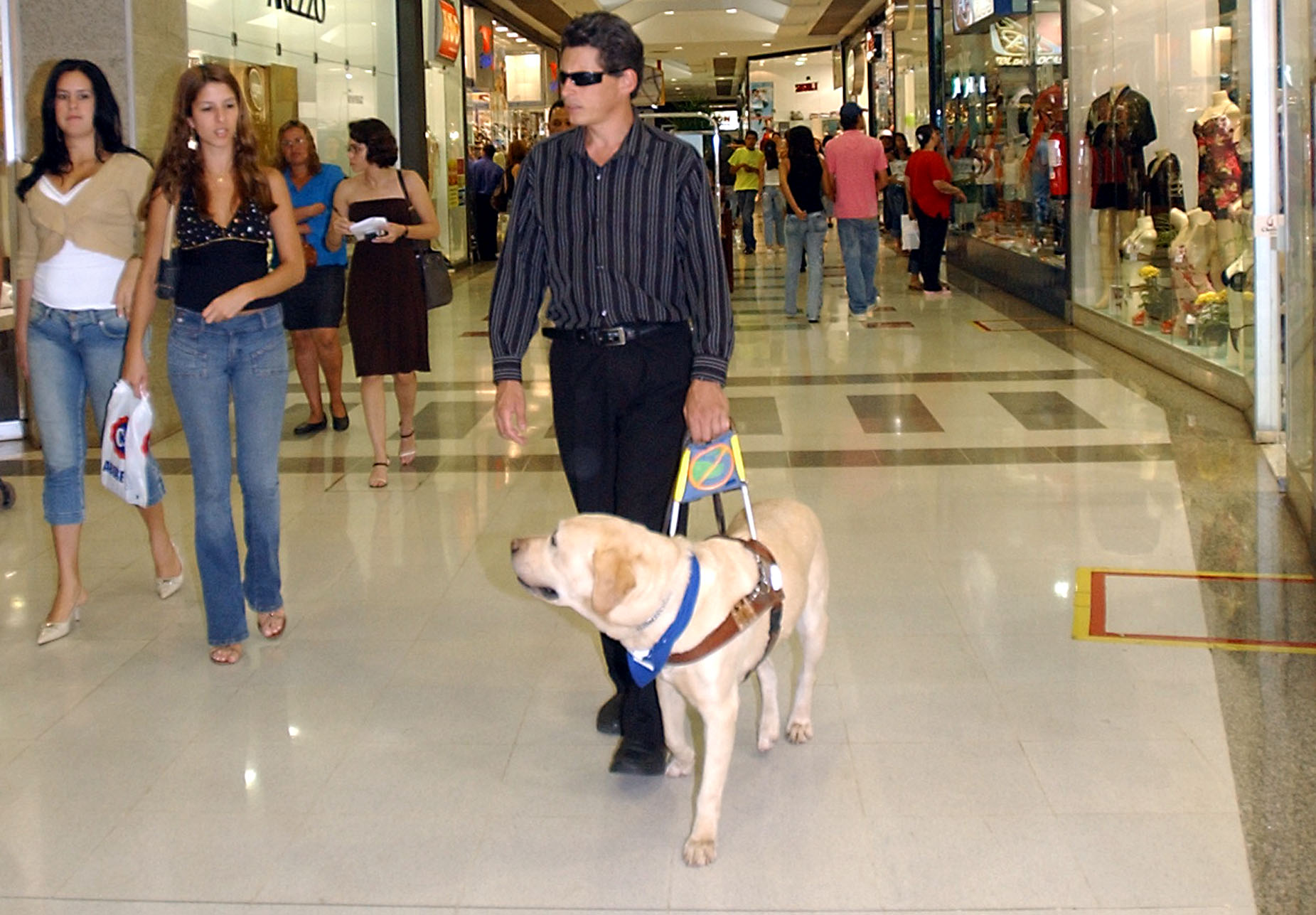
En ledarhund med hundsele

En hundsele är ett tillbehör som används för att hålla hunden kopplad. Selen används i detta fall istället för ett hundhalsband. Det råder delade meningar kring huruvida en selen eller halsbandet är det bästa tillbehöret för detta ändamål. Den generella uppfattningen är dock att hundselen bland annat lämpar sig bättre för hundar som drar i kopplet, vilka riskerar att skada sig vid användning av ett halsband. Studier har också visat att hundar som använder sele kan röra sig på ett mer bekvämt och ergonomiskt sätt än hundar som bär halsband.
Det finns olika typer av hundselar, bland annat y-selar och h-selar. Namnen kommer från hur selen ser ut uppifrån när hunden har den på sig. Y-selen är populär på grund av sin ergonomiska form som följer hundens kroppsbyggnad och kan ofta användas som antidragsele om man sätter fast kopplet framtill. H-selen är ofta billigare och består av en rem runt halsen och en runt bröstkorgen, och de binds ihop med en rem på ryggen, vilka tillsammans skapar ett H. De flesta hundselar har fäste för kopplet baktill, på hundens rygg. Vissa selar har istället fästet framtill och andra har bägge delar.
Beroende på användningsområde finns speciellt utformade hundselar. Hundar som används inom dragsporter använder dragselar som har koppelfästet längre bak på ryggen jämfört med en traditionell hundsele. Detta tillåter hunden att dra framåt och samtidigt behålla en låg tyngdpunkt vilket säkerställer att hundens kropp inte tar skada till följd av felbelastning.